# Limnophora transvaalensis
Limnophora transvaalensis är en tvåvingeart som beskrevs av Zielke 1970. Limnophora transvaalensis ingår i släktet Limnophora och familjen husflugor. Inga underarter finns listade i Catalogue of Life.